# Parlamentswahl in Nordzypern 1998
- TKP: 7
- CTP: 6
- DP: 13
- UBP: 24

Die Parlamentswahlen in Nordzypern fanden am 6. Dezember 1998 statt.
Nach der Wahl wurde eine große Koalition aus DP und UBP gebildet. Es war die letzte von der UBP geführten Regierung bis 2009.

## Ergebnis
| Ulusal Birlik Partisi (UBP, nationalkonservativ)    | 440.626   | 40,39 | 24 | +8 |
| Demokrat Parti (DP, konservativ)                    | 246.602   | 22,60 | 13 | −3 |
| Toplumcu Kurtuluş Partisi (TKP, Mitte-links)        | 167.123   | 15,32 | 7  | +2 |
| Cumhuriyetçi Türk Partisi (CTP, sozialdemokratisch) | 145.874   | 13,37 | 6  | −7 |
| Ulusal Diriliş Partisi (UDP, konservativ)           | 49.511    | 4,54  | 0  | ±0 |
| Yurtsever Birlik Hareketi (YBH, sozialistisch)      | 27.467    | 2,52  | 0  | ±0 |
| Bizim Parti                                         | 13.487    | 1,24  | 0  | ±0 |
| Unabhängige                                         | 296       | 0,03  | 0  | ±0 |
| insgesamt                                           | 1.090.986 | 100   | 50 | ±0 |
| Wahlberechtigte/Wahlbeteiligung                     | 120.758   | 88,05 | –  | –  |
| Quellen: YSK, Parties and Elections                 |           |       |    |    |